# 无柄婆婆纳
无柄婆婆纳（学名：Veronica rotunda），为玄参科婆婆纳属下的一个植物种。
其叶至少中下部的完全无柄，花冠筒部很短，仅占花冠全长1/4，在中国有两个变种。